# Panleucopenia felina

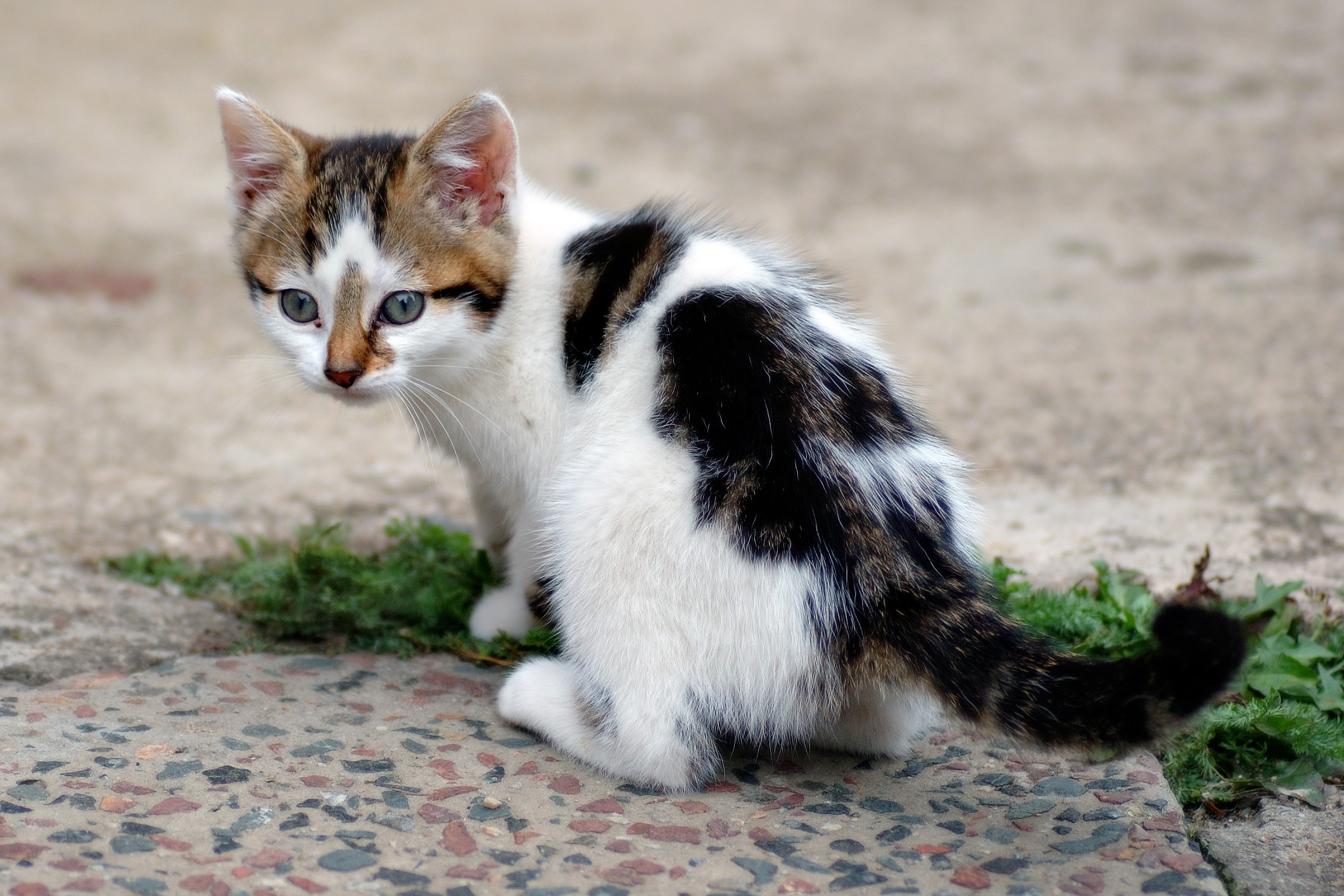
A panleucopenia ataca principalmente filhotes e animais jovens

Panleucopenia felina é uma doença viral que acontece aos gatos domésticos e outros membros das famílias Felidae, Mustelidae, Viverridae e Procyonidae. O agente causador é um vírus classificado como parvovírus felino . Essa doença não é transmissível ao homem e nem a outros animais de estimação.

## Características
A Panleucopenia felina é uma moléstia altamente contagiosa caracterizada pelo aparecimento súbito dos seguintes sintomas:
- Febre;
- Falta de apetite;
- Depressão;
- Vômitos e diarreia;
- Desidratação;
- Leucopenia (queda no número de leucócitos).

Destaca-se ainda, que os sintomas podem variar entre diferentes organismos, podendo ocorrer de forma praticamente assintomática até os casos de morte súbita, sendo que nestes casos  é comum que a panleucopenia seja confundida com envenenamento. No entanto a manifestação mais comum da doença é a depressão, falta de apetite, febre ao redor dos 40°C a 41,5°C, vómitos, desidratação, diarreia fétida, intensa e constante, além do gato apresentar o abdómen bastante sensível ao toque devido a presença de Gastroenterite.
O vírus da panleucopenia felina é um parvovírus pequeno pertencente à família Parvoviridae. Essa doença é considerada um dos distúrbios gastrointestinais mais mortais para os gatos, apresentando uma taxa de mortalidade de aproximadamente 80% dos indivíduos contaminados.
Esta doença tem sido registrada em, praticamente, todo o planeta, podendo infetar os gatos domésticos e diversas espécies de felinos silvestres. O vírus infecta sobretudo gatos jovens, com idade inferior a 1 ano, sendo rara a ocorrência em espécimes adultos .  
Os gatos que vivem soltos estão mais expostos à contaminação pelo vírus da doença.  A vacinação é bastante eficaz, sendo que a incidência de panleucopenia é muito baixa nas populações de gatos que recebem as doses da vacina nos primeiros meses de idade.  Contudo, foram relatadas ocorrencias da panleucopenia transmitida pelo colostro e pelo leite.

## Modo de contaminação

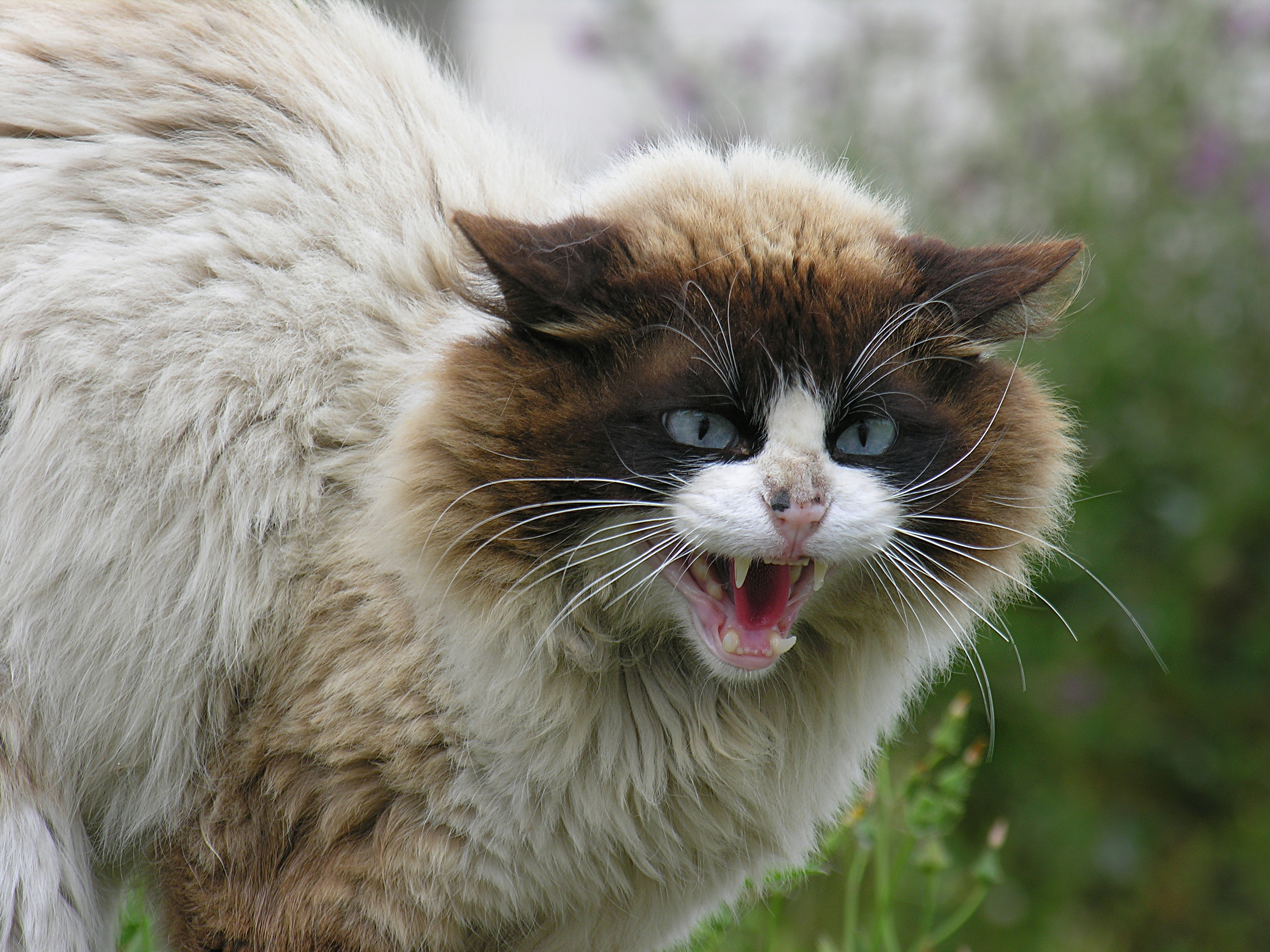
Gatos podem contrair a paleucopenia felina durante brigas, devido às mordidas

Devido à sua natureza altamente contagiosa, o vírus da panleucopenia felina dispersa-se por todo o ambiente onde se encontra um ser contaminado . O reservatório do vírus são os próprios gatos, sendo que a transmissão é feita mediante as seguintes maneiras:
- Brigas (mordidas);
- Contacto direto com os gatos contaminados e/ou doentes;
- Através de alimentos ou água contaminada;
- Contacto com fezes ou urina (que ocorre quando o animal sadio usa uma caixa de areia contaminada por um gato doente);
- Contacto com vómito;
- Saliva;
- Ectoparasitas como pulgas e carrapatos.

## Tratamento
Animais doentes passam por um tratamento de elevada complexidade. Os animais que conseguem sobreviver mais de uma semana, evitando-se a todo o custo a desidratação, têm possibilidade plena de se salvar. No entanto, isso ocorre apenas em 20% dos casos, portanto a prevenção por meio da aplicação de vacinas ainda é a melhor forma de evitar a ocorrência do problema .
Após a cura, o vírus ainda continua a ser eliminado pela urina e fezes durante seis semanas, sendo portanto recomendado o isolamento do animal nesse período.